# Haplophthalmus austriacus
Haplophthalmus austriacus är en kräftdjursart som beskrevs av Karl Wilhelm Verhoeff1940. Haplophthalmus austriacus ingår i släktet Haplophthalmus och familjen Trichoniscidae. Inga underarter finns listade i Catalogue of Life.